# Bílina (řeka)
Bílina je řeka v okresech Chomutov, Most, Teplice a Ústí nad Labem v České republice. Jedná se o levostranný přítok řeky Labe, který protéká mezi Krušnými horami a Českým středohořím směrem na východ, přičemž tvoří říční osu severovýchodní poloviny Mostecké pánve. Délka toku činí 81,4 kilometrů, přičemž pouhá šestina její délky má přírodní ráz. Její povodí má plochu 1071 km². Délka sjízdného úseku je více než 48 kilometrů.

## Název
V některých starších textech a mapách bývá uváděna pod německým názvem Biela (Biela Fluss, Biela Bach), případně i v českém přepisu Bělá.

## Průběh toku
Bílina pramení v nadmořské výšce 825 metrů v Loučenské hornatině Krušných hor v katastrálním území Radenov, poblíž tzv. Novodomské cesty zhruba ¾ km jižně od vrcholu Kamenná hůrka (878 m) a 2,5 km na západ od vesnice Zákoutí, asi 11 km severně nad městy Chomutovem a Jirkovem. Řeka udržuje převážně severovýchodní směr.
První kilometry v horách plyne Bílina východním směrem, než u Orasína obrací k jihu a spadá Telšským údolím (s vodní nádrží Jirkov) k Jirkovu, kde vystupuje z Krušných hor do Mostecké pánve. Na rozhraní Jirkova a Březence na říčním kilometru 69,777 napájí vodní nádrž Březenec s rozlohou 0,75 hektaru a objemem 26 000 m³.
Na středním toku, kde byla krajina silně přetvořena povrchovou těžbou hnědého uhlí, je průběh řeky silně regulován a mnohé přítoky, i sama Bílina, převedeny mimo svá původní řečiště. Za Jirkovem leží na Bílině vodní nádrž Újezd a odtud směrem k Mostu mezi povrchovými doly (lom ČSA, lom Jan Šverma) Bílina vede v umělém Ervěnickém koridoru, který byl vybudován při postupu okolních povrchových lomů. Řeka je svedena v délce 3,1 km do trubní přeložky 4 × Js 1200 mm. Do začátku 20. století zde protékala Komořanským jezerem, to však bylo v důsledku důlní činnosti roku 1835 uměle vysušeno. Dřívější znečištění toku je již značně eliminované. Pokračuje Mosteckou pánví otevřenou, bezlesou krajinou. Koryto je hlinité, široké 5 až 10 metrů, z velké části regulované. Od Rudolic je již řeka vhodná i pro plavbu, začíná zde také peřejnatý úsek až k Obrnicím. Dalších 13 km je regulováno. Od Světce si řeka již zachovává svoji původní podobu, koryto je úzké a hluboké, dno až na peřejnaté úseky hlinité, proud rychlý, v cestě proto vzniká mnoho přírodních překážek, nejčastěji spadlé stromy. Poslední kilometry je řečiště silně znečištěné chemickým odpadem ze závodů poblíž Ústí nad Labem. Ústí zleva do Labe na jeho 71. říčním km v Ústí nad Labem.

## Sjezd
Na řece je vodočet na říčním kilometru 3,5 a pro plavbu z Velvět k ústí zde potřebujeme 65 cm. Bílina je sjízdná po celý rok. Sjezd trvá v úseku Rudolice až Ohníč 3–4 hodiny a v úseku Ohníč až Ústí nad Labem 5–7 hodin (kvůli četným překážkám).

## Přítoky
Nejvýznamnějším přítokem je Srpina. Další přítoky jsou Malá voda (do vodní nádrže Jirkov), Březenecký potok, Braňanský potok, Kundratický potok, Otvický potok (do vodní nádrže Újezd), Loupnice, Bílý potok, Liběšický potok, Syčivka, Lukovský potok, Radčický potok, Štrbický potok, Bouřlivec, Kladrubský potok, Luční potok, Teplická Bystřice, Bořislavský potok, Žichlický potok, Řehlovický potok, Radejčínský potok, Stadický potok, Újezdský potok a Ždírnický potok.

## Vodní režim

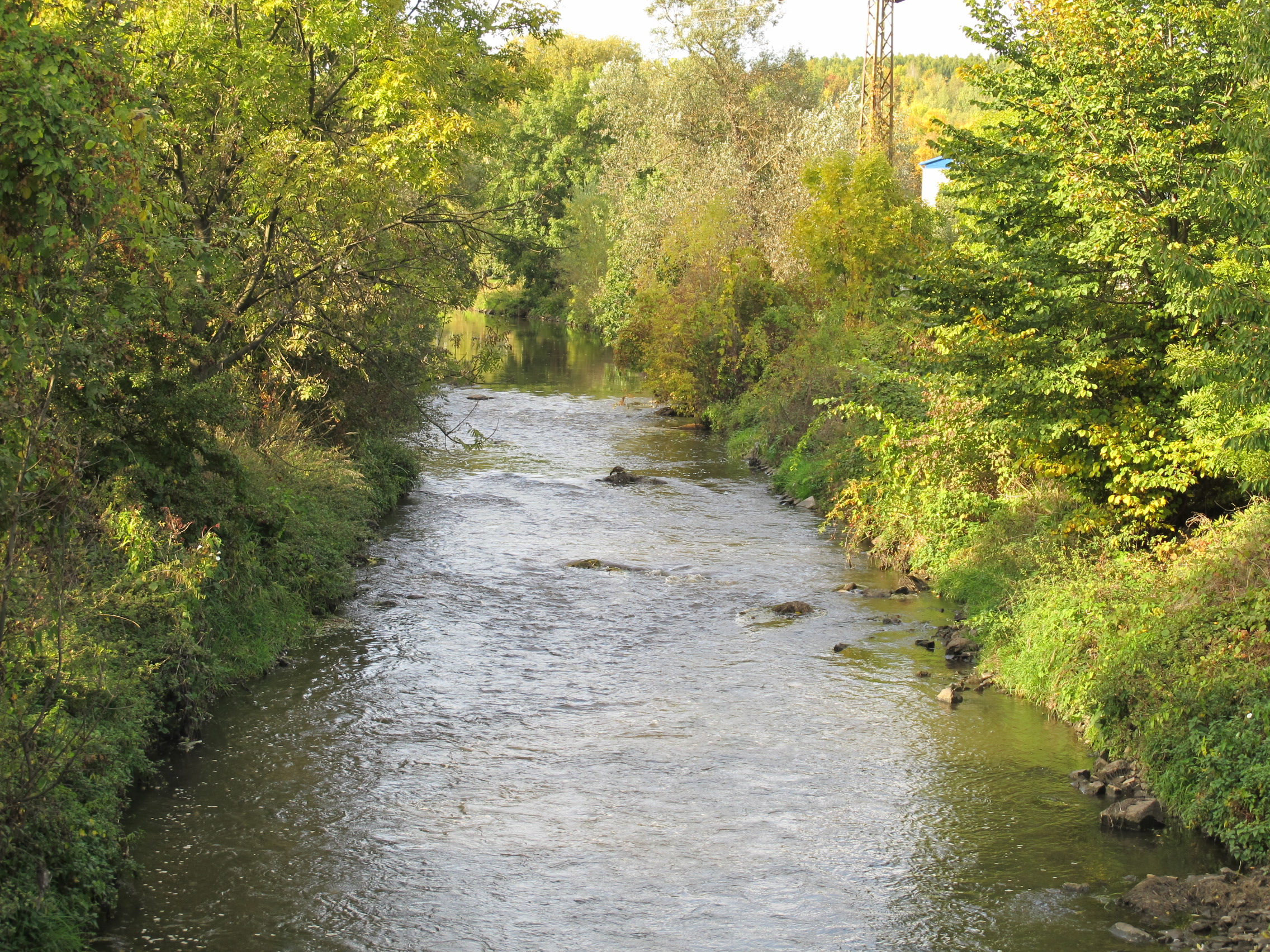
Řeka v Rudolicích

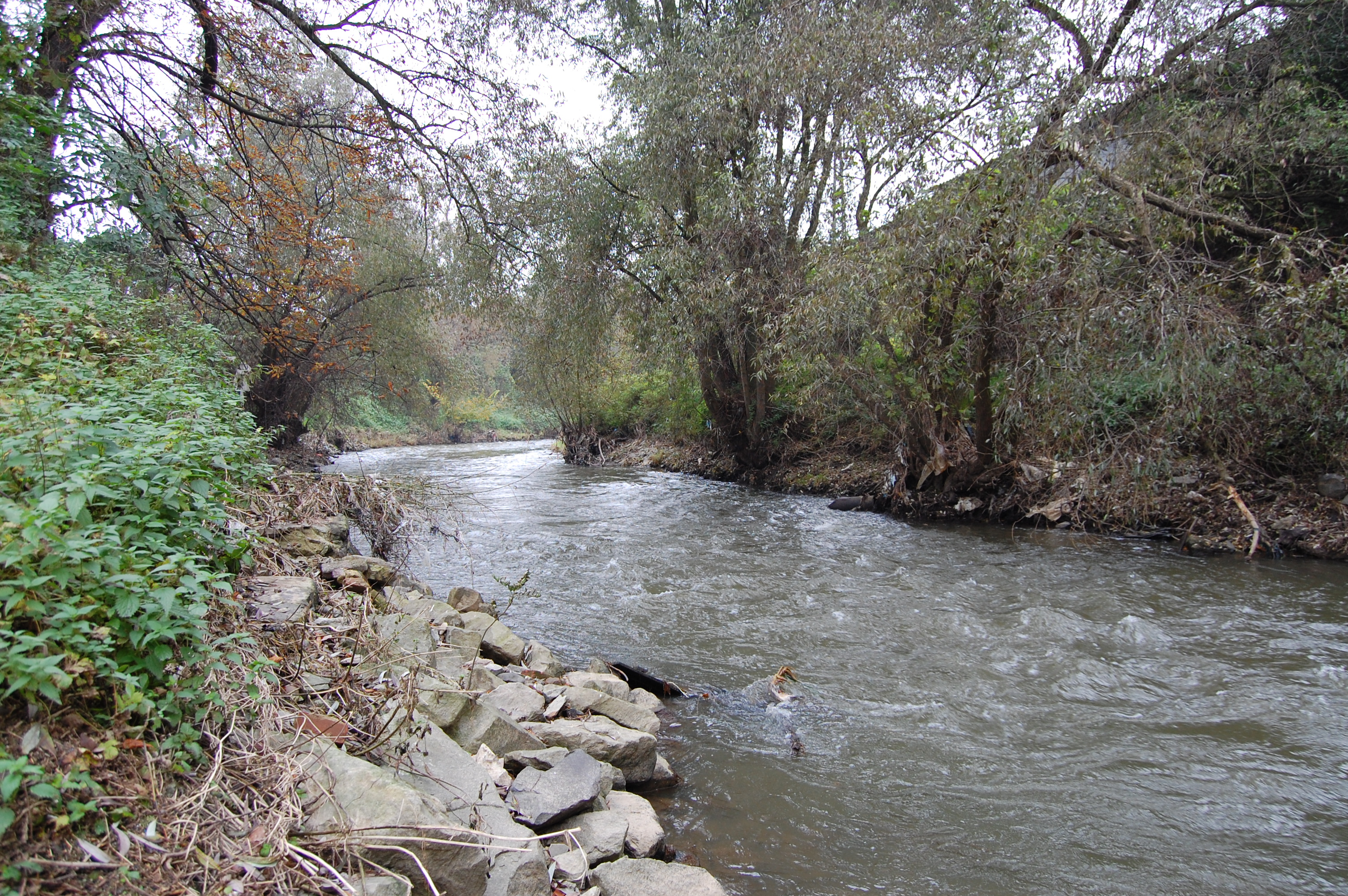
Bílina v Ústí nad Labem

Průměrné měsíční průtoky Bíliny (m³/s) ve stanici Trmice:
Hlásný profil:
| místo  | říční km | plocha povodí | průměrný průtok (Qa) | stoletá voda (Q100) |
| ------ | -------- | ------------- | -------------------- | ------------------- |
| Trmice | 3,80     | 923,17 km²    | 5,91 m³/s            | 120,0 m³/s          |

## Využití
Prakticky celý průtok řeky byl dříve používán jako technologická voda v chemických závodech v Záluží u Litvínova. Vytékala jako chemický odpad, voda byla zcela bez života po celém toku a silně znečištěná fenoly a dalšími chemickými látkami. V 90. letech 20. století se situace radikálně zlepšila a dnes se do Bíliny vrací život a koryto se postupně pročišťuje. Průtok je také zvyšován Podkrušnohorským přivaděčem a Průmyslovým vodovodem Nechranice z řeky Ohře do Jirkova.
Většími sídly na toku jsou Jirkov, Most, Bílina a Ústí nad Labem. Při březích Bíliny se ve Stadicích nachází národní kulturní památka Královské pole s pomníkem Přemysla Oráče.

## Znečištění
Řeka je na horním toku čistá a neovlivněná lidskou činností. Nad vodárenskou nádrží Jirkov dokonce její voda splňuje požadavky na kvalitu pitné vody pro kojence. Po vstupu do oblasti těžby uhlí na Mostecku je do ní odváděno množství odpadních vod a ústí do ní značně znečištěný Mračný potok. Od soutoku s Mračným potokem je řeka Bílina hodnocena stupně znečištění IV. (velmi silně znečištěná voda). Těsně před soutokem s Labem už Bílina obsahuje rtuť, arsen a řadu organických látek, takže patří mezi nejznečištěnější řeky v České republice.

### Zamoření ropnými látkami v prosinci 2009
Z litvínovské chemičky Unipetrol RPA unikly 23. prosince 2009 do Bíliny ropné látky, jejichž koncentrace sto- až tisícinásobně překročily limity přípustné pro znečištění povrchových vod. Hasiči na řece postavili mezi Litvínovem a Ústím nad Labem více než desítku norných stěn, ale přesto uhynul velký počet ryb a znečišťující látky pronikly až do Labe, kde už proti nim nebylo možné účinně zasáhnout a bylo nutné o havárii informovat německé orgány.

## Mlýny
Mlýny jsou seřazeny po směru toku řeky.
- Rudolický mlýn – Most-Rudolice, Mlýnská č.p. 12, okres Most
- Vodní mlýn v Dolánkách – Dolánky č.p. 8 a 16, Ohníč, okres Teplice, kulturní památka
- Malhostický mlýn – Rtyně nad Bílinou, Malhostice č.p. 15, okres Teplice, zanikl
- Stadický mlýn – Stadice č.p. 28, okres Ústí nad Labem